# تفجير لاهور 2016
تفجير لاهور 2016 حدث في 27 مارس 2016، على الأقل 60 شخصاً قتلوا وأكثر من 250 جريحاً في التفجير الانتحاري والذي وقع في حديقة جلشن إقبال، واحدة من أكبر المنتزهات في لاهور. اعتبر واحداً من أعنف الهجمات في لاهور. يعتقد أن التفجير يستهدف سكاناً مسيحيين كانوا يحتفلون بعيد الفصح، أغلب الضحايا كانوا أطفالاً ونساء.
وقع الانفجار في تمام الساعة 6:30 مساءاً.

## خلفية
تعمل حركة طالبان الباكستانية كمنظمة مظلة لمختلف الجماعات الإسلامية المتشددة في باكستان. وهي تستهدف بنشاط الأقليات الدينية للهجوم. المسيحيين، الذين يشكلون 2٪ من سكان باكستان، وكثيرا ما استهدفت من قبل الجماعات المتطرفة.
الهجوم الانتحاري عام 2013 على كنيسة جميع القديسين التاريخية في بيشاور قتل 75 شخص.في مارس 2015، ادعت تفجيرات الكنائس لاهور قتل 15 شخصا على الاقل في هجمات انتحارية على كنائس في لاهور. طالبان المسؤولية وحذرت من أن المزيد من الهجمات من شأنه أن يحدث.
واحد فصيل داخل حركة طالبان الباكستانية وجماعة المجاهدين الأحرار، وهي منظمة الانفصالية التي لم شمل مارس 2015. قامت جماعة المجاهدين الأحرار خارج نوفمبر 2014 هجوم واجه الحدودي، حيث قتل أكثر من 60 شخصا، وأكثر من 100 بجروح.

## التفجير
وقع الانفجار في الساعة 18:30 (06:30)؛ وروى المتحدث باسم الإنقاذ 1122 كيف كانوا قد تلقت مكالمة طارئة حول 18:44 وأرسلت 23 سيارة إسعاف إلى الموقع. يستعمل مرتكب الجريمة سترة معبأة بالمتفجرات. وصل أكثر من 40 جثة في مستشفى جناح. ويؤدي النقص في سيارات الإسعاف اضطرت سيارات الأجرة وعربات لنقل المصابين. وقد أعلنت مسؤوليتها من قبل جماعة الأحرار، وهي مجموعة تابعة لحركة طالبان الباكستانية التي كانت في السابق مسؤولة عن انفجارات في كنيستين لاهور في 15 مارس 2015. بيان للمتحدث باسم جماعة المجاهدين الأحرار إحسان الله إحسان قال أن الهجوم استهدف المسيحيين.
وأفاد شهود عيان أن الانفجار وقع عند مدخل الحديقة. كان هناك العديد من المسيحيين في الحديقة بسبب احتفالات عيد الفصح. كانت مزدحمة المداخل الأمامية مع الناس بمن فيهم الأطفال. وأفاد شهود عيان أن "الأطفال أجزاء الجسم كانت تحلق في كل اتجاه. نظرا لقوة الانفجار، والقى العديد من الهيئات في الهواء. وأمكن سماع الانفجار عدة كيلومترات. وذكر سكان محليون أن الضوضاء كان يصم الآذان. بعد ذلك بوقت قصير، اندلعت فوضى عارمة. كان الجميع يصرخون والتشغيل. وقال شاهد عيان:
«كان ذلك مزدحمة حتى ان كان هناك أي وسيلة لدخوله. ذهبنا إلى مطعم في الحصول على شيء للأكل، وعندما كان هناك فجأة انفجار كبير. بالذعر الجميع، على التوالي إلى كل الاتجاهات. سدت العديد منهم عند البوابة من الحديقة. ويمكن الاطلاع على الجثث في كل مكان».

## بعد الحادث
وبعد الهجوم، وهرع المواطنين إلى المستشفيات في الاستجابة للطلبات العاجلة للتبرع بالدم. بناء على الطلب خدمة سيارة أجرة، كريم، عرضت ركوب مجانية إلى المستشفى للتبرع بالدم في حين يستخدم النشطاء أيضا وسائل الاعلام الاجتماعية لتنسيق جهود الإغاثة، بما في ذلك التبرع بالدم، والغذاء، ونقد. أخذت نصف الضحايا أكثر من 300 لمستشفى جناح في لاهور ليلة الأحد. وقال الأطباء 67 بقي في المستشفى مع مختلف الإصابات مثل الحروق والجروح الشظايا.
زار رئيس حزب حركة الإنصاف الباكستانية، عمران خان، ضحايا الانفجار الذي وقع في مستشفى جناح. وقال في وقت لاحق وسائل الإعلام التي يجب على الحكومة الحالية لتنفيذ خطة العمل الوطنية وإيجاد توافق في الآراء لملاحقة الإرهابيين في أيهما محافظة يسعون للجوء. وأضاف أن الحكومة الباكستانية قد فشلت في توفير الأمن للشعب الباكستاني، وأنه يجب إعادة النظر في أولوياتها. وندد في وقت لاحق هذا الهجوم بالقول: «إنه صارم ضد تعاليم نبينا الكريم (محمد) والمبادئ الأساسية للإسلام.»
عقد رئيس الوزراء نواز شريف اجتماع ردا على القصف. قائد الجيش الباكستاني الجنرال رحيل شريف، عقد أيضا اجتماعا طارئا وكالات الاستخبارات في البلاد للبدء في تعقب المسؤولين عن الهجمات. يوم الاثنين، توجه رئيس الوزراء شريف وكالات إنفاذ القانون لتكثيف عمليات مكافحة الإرهاب ضد الإرهابيين والمحرضين في جنوب البنجاب. أصدر رئيس الوزراء هذه الأوامر إلى حين LEA في رئاسة اجتماع رفيع المستوى رئيس الوزراء هاوس في لاهور لمراجعة هجوم واستراتيجية شاملة ضد الإرهابيين. وقال في وقت لاحق وكان هدف حكومته ب «القضاء على البنية التحتية للإرهاب» من باكستان ولكن أيضا المتطرف عقلية التي كانت تشكل تهديدا لطريقتنا في الحياة.
يوم 28 مارس، في ولاية البنجاب، ألقي القبض على عدد من الإرهابيين المشتبه بهم جنبا إلى جنب مع الأسلحة النارية مع ذخيرة كاملة تعافى في مناطق مختلفة في لاهور، فيصل آباد، ومولتان. منذ ليلة 27 مارس الماضي يشن الجيش عملية عسكرية لالتقاط الإرهابيين. وأشارت قناة الجزيرة أن القصف «أكد» كل من «وضع خطير» الأقليات في باكستان، وحقيقة أن المقاتلين من الجماعات المسلحة «ما زالوا قادرين على شن هجمات على نطاق واسع رغم هجوم عسكري منذ أشهر وتستهدف مخابئهم والملاذات الآمنة في المناطق القبلية النائية».على 29 من مارس، قامت السلطات الباكستانية عملية مكافحة الإرهاب مع أكثر من 5000 استجواب، وأكثر من 200 مشتبه به محتجز.بالنسبة إلى لرويترز، أطلقت باكستان حملة شبه عسكرية بين عشية وضحاها على متشددين اسلاميين في ولاية البنجاب.

## ردود الأفعال

### داخلية
الرئيس الباكستاني ممنون حسين ومحافظ البنجاب شهباز شريف أدانا الهجوم الذي وقع فيما أعلنت حكومة البنجاب الحداد لمدة 3 أيام.

### عالمية

#### منظمات عالمية
- الأمم المتحدة : الأمين العام للأمم المتحدة بان كي مون دان التفجير الإرهابي ودعا اسلام اباد إلى حماية الأقليات الدينية.[7]
- رابطة العالم الإسلامي: أدانت الأمانة العامة لرابطة العالم الإسلامي بمكة المكرمة التفجير الإرهابي الذي وقع في مدينة لاهور في جمهورية باكستان الإسلامية، وأسفر عن مقتل وإصابة المئات من الأبرياء.[8]
- منظمة التعاون الإسلامي: استنكرت منظمة التعاون الإسلامي الانفجار الوحشي الذي وقع مساء يوم 27 مارس 2016 في لاهور، كبرى مدن الشرق الباكستاني، وأودى بحياة 65 شخصا من المواطنين الأبرياء وأسفر عما يقارب 300 جريحا.[9]
- الإيسيسكو: أدانت المنظمة الإسلامية للتربية والعلوم والثقافة (ايسيسكو) التفجير الانتحاري الإرهابي الذي وقع في متنزه عام بمدينة لاهور الباكستانية والذي أدى إلى مقتل عشرات الاشخاص وإصابة أكثر من 300 آخرين.[10]

#### دول أخرى
- الكويت: أدانت دولة الكويت بشدة حادث التفجير الإرهابي البغيض الذي وقع في مدينة لاهور الباكستانية وأدى إلى مقتل وجرح العشرات.[11]
- الإمارات العربية المتحدة: دانت دولة الإمارات، بشدة، التفجير الإرهابي الذي استهدف مدينة لاهور الباكستانية، أمس، وأدى إلى مقتل وجرح العشرات من الأبرياء. وشددت على وقوفها وتضامنها مع حكومة باكستان وشعبها.[12]
- قطر: أعربت دولة قطر عن إدانتها واستنكارها الشديدين للتفجير الإجرامي الذي وقع مساء الأحد، بمتنزه يزدحم بالعائلات في مدينة لاهور شرقي باكستان، وراح ضحيته عشرات القتلى والجرحى.[13]
- البحرين: تدين وزارة خارجية مملكة البحرين بشدة التفجير الإرهابي الذي وقع في مدينة لاهور وأسفر عن مقتل وإصابة العشرات من الأشخاص من بينهم أطفال ونساء، مؤكدة وقوف مملكة البحرين وتضامنها مع جمهورية باكستان.[14]
- الأردن: أعرب وزير الدولة لشؤون الإعلام الناطق الرسمي باسم الحكومة، الدكتور محمد المومني، عن إدانة الأردن للحادث الإجرامي الجبان الذي وقع، بمتنزه يزدحم بالعائلات في مدينة لاهور شرقي باكستان، والذي نفذه ارهابي وراح ضحيته عشرات القتلى والمصابين الأبرياء.[15]
- سوريا: قالت وزارة الخارجية والمغتربين: إن الجمهورية العربية السورية تدين بشدة الاعتداء الإرهابي الجبان الذي وقع في مدينة لاهور الباكستانية وأدى إلى سقوط العديد من الضحايا الأبرياء وتعرب عن مواساتها وتعاطفها مع حكومة وشعب الباكستان وعائلات الضحايا الثكلى وتمنياتها بالشفاء العاجل للجرحى.[16]
- مصر: قالت وزارة الخارجية، اليوم الاثنين، إن مصر تدين تفجير باكستان الذي أسفر عن سقوط عدد كبير من الضحايا.[17]
- اليمن: دانت اليمن التفجير الإرهابي الذي استهدف مسيحيين في منتزه بمدينه لاهور في اقليم البنجاب الباكستاني وأودى بحياة 70 شخصا أغلبهم من النساء والأطفال .[18]
- تركيا: أدان رئيس الوزراء التركي، أحمد داود أوغلو، التفجير الإرهابي الذي استهدف، متنزهاً في مدينة «لاهور» بولاية بنجاب الباكستانية، والذي راح ضحيته 63 قتيلاً، وجرح أكثر من 300 آخرين.[19]
- بلغاريا: آدان الرئيس البلغاري روزين بلنليك الهجوم الإرهابي الذ وقع في مدينة لاهور الباكستانية.[20]
- العراق: أدانت وزارة الخارجية العراقية، التفجيرات التي ارتكبتها الجماعات المتطرفة بحق المسيحيين المحتفلين بعيد الفصح، في مدينة لاهور الباكستانية.[21]
- أذربيجان: قال حكمت حاجييف ان أذربيجان تدين كل الإدانة العمل الإرهابي المرتكب في مدينة لاهور الباكستانية في 27 مارس الجاري والمؤدي إلى مقتل عشرات من الناس معظمهم من الأطفال وإصابة ما يزيد عن مائة شخص.[22]
- أستراليا : وزيرة الخارجية الأسترالية جولي بيشوب أصدرت بياناً تدين فيه الهجوم.[23]
- الهند : رئيس الوزراء الهندي ناريندرا مودي دعا الشريف يوم الأحد ليعبر عن حزنه ووحدة الهند مع شعب باكستان [23]
- إندونيسيا: أدانت إندونيسيا التفجير الانتحاري الذي أدى إلى مقتل 69 شخصا على الأقل، من بينهم عدد كبير من النساء والأطفال، فضلا عن إصابة أكثر من 300 آخرين، في مدينة لاهور بشرق باكستان.[24]
- الولايات المتحدة : المتحدث باسم مجلس الأمن القومي نيد برايس أصدر بياناً يدين الهجوم.[23]
- المملكة المتحدة: أدانت الحكومة البريطانية الهجوم الإرهابي في مدينة لاهور الباكستانية، الأحد، مؤكدة استعدادها لتقديم المساعدة.[25]
- الفاتيكان : دانت الهجوم ووصفته «عنف متعصب نحو الأقليات المسيحية».[7]
- إسبانيا: دانت إسبانيا بأشد العبارات التفجير الذي وقع في حديقة أطفال في مدينة لاهور الباكستانية مخلفا عشرات القتلى والجرحي ووصفته بالهجوم ((الإرهابي الشنيع)).[26]

## انظر ايضاً
- قائمة الحوادث الإرهابية 2016
- تفجيرات سريلانكا 2019
- المسيحية في باكستان